# Tonček
Tonček je moško osebno ime.

## Izvor imena
Ime Tonček je različica moškega osebnega imena Anton oziroma Tone.

## Pogostost imena
Po podatkih Statističnega urada Republike Slovenije je bilo na dan 31. decembra 2007 v Sloveniji število moških oseb z imenom Tonček: 288.

## Osebni praznik
V koledarju je ime Tonček skupaj z imenom Anton.